# Ochthebius impressipennis
Ochthebius impressipennis är en skalbaggsart som beskrevs av Claudius Rey 1886. Ochthebius impressipennis ingår i släktet Ochthebius och familjen vattenbrynsbaggar. Inga underarter finns listade i Catalogue of Life.